# Oliva porphyria
Oliva porphyria (Linnaeus, 1758) è un mollusco gasteropode appartenente alla famiglia Olividae.

## Distribuzione
Proviene dall'area di oceano compresa tra golfo di California e Perù.

## Descrizione
Di solito non supera i 9 cm di lunghezza.